# フィリッピーノ・リッピ
フィリッピーノ・リッピ（Filippino Lippi,1457年 - 1504年4月）は、イタリアの画家。フィリッポ・リッピの息子。母は父の聖母子像のマリアのモデルにもなったルクレツィア・ブティ。

## 生涯
フィレンツェ共和国のプラートで生まれた。有名な画家であったフィリッポ・リッピが、プラートのサンタ・マルゲリータ修道院の修道女であったルクレツィア・ブティを自宅に連れ帰り一緒に住むようになりフィリッピーノ・リッピが生まれたのはフィリッポ・リッピが51歳ほどの時であった。コジモ・デ・メディチのとりなしで正式の夫婦になることが許され、父親が再びプラートの大聖堂の壁画の仕事に戻り、フィリッピーノ・リッピは父親の仕事場で父親の弟子のサンドロ・ボッティチェッリ(1445-1510)らに学んだ。12歳になった1469年に父親が亡くなると、父親の弟子であったフラ・ディアマンテ(Fra Diamante: c.1430–c.1498)のもとで養育された。23歳になった1480年からフィレンツェのサンタ・マリア・デル・カルミネ聖堂のブランカッチ礼拝堂のマサッチオ(1401-1428)が未完で残した壁画の仕事に取組み1484年ころにに完成させた。父同様画家となり、メディチ家お抱えになった。特に、ボッティチェリと共にフィレンツェの黄金期を築いたロレンツォ・デ・メディチから注文を受けフィレンツェやローマのに教会の壁画を描いた。
1497 年に結婚し、3人の息子が生まれたが1504年に47歳で没した。

## ギャラリー

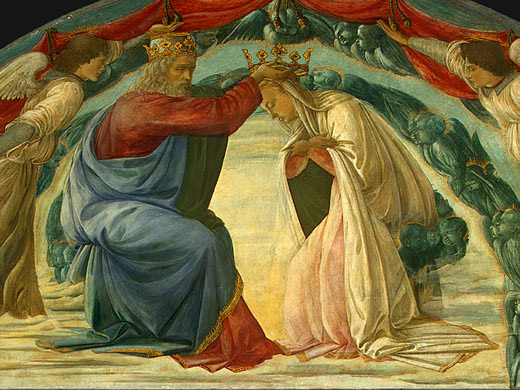
The Coronation of the Virgin (detail) (c. 1480) Tempera on panel, 90.2 × 223 cm, ナショナル・ギャラリー (ワシントン)
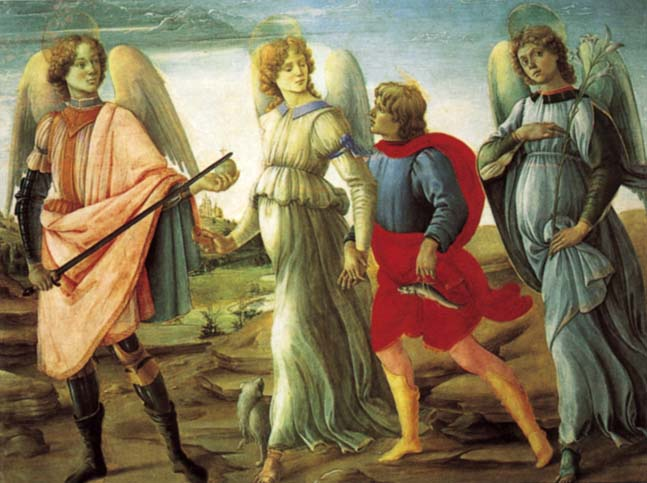
『三人の大天使と若いトビアス』(1485年頃) 板に油彩、100 cm × 127 cm、 サバウダ美術館 (トリノ)
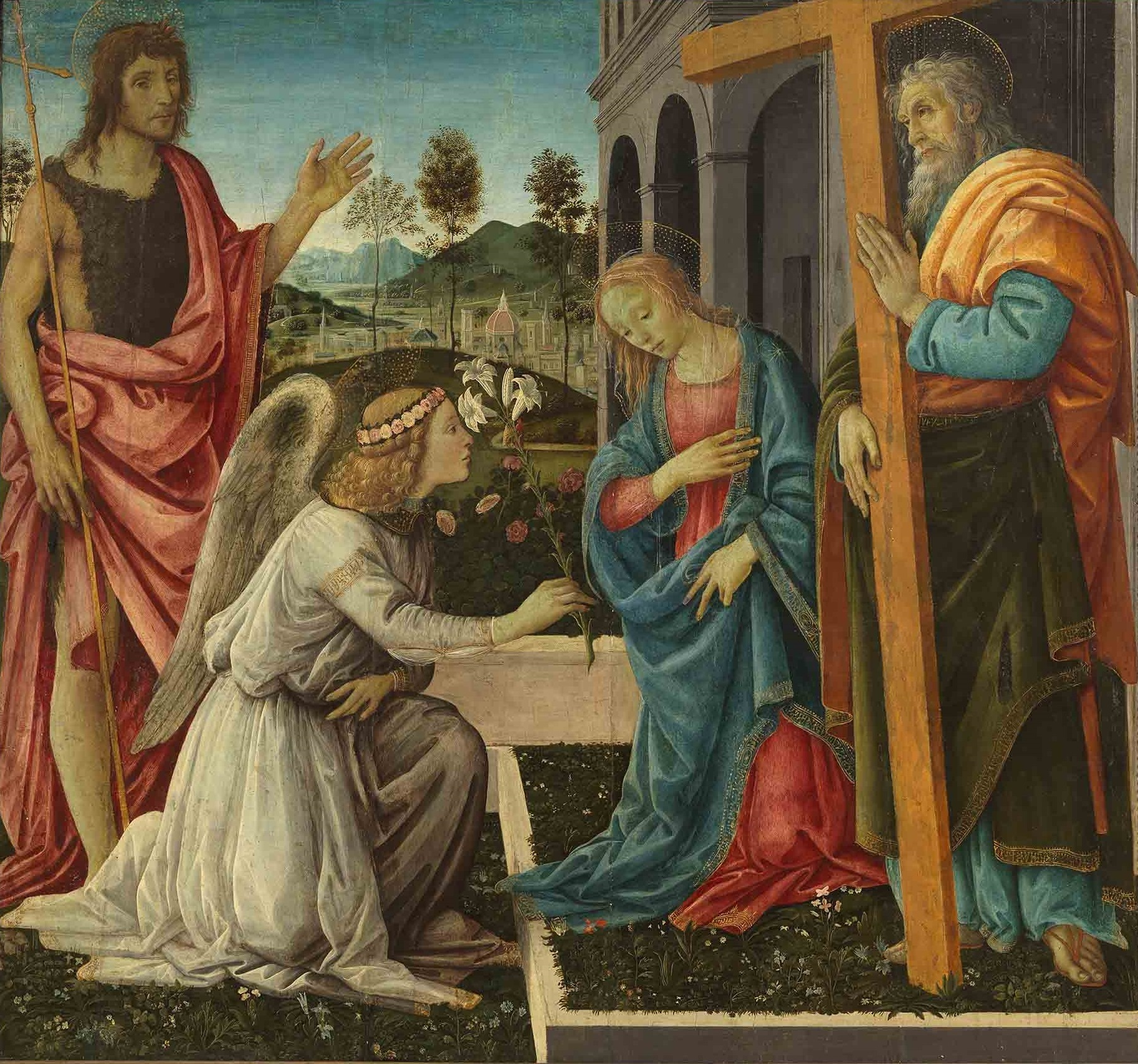
『洗礼者聖ヨハネと聖アンデレのいる受胎告知』(c. 1485) 板に油彩、114 × 122 cm, カポディモンテ美術館 (ナポリ)
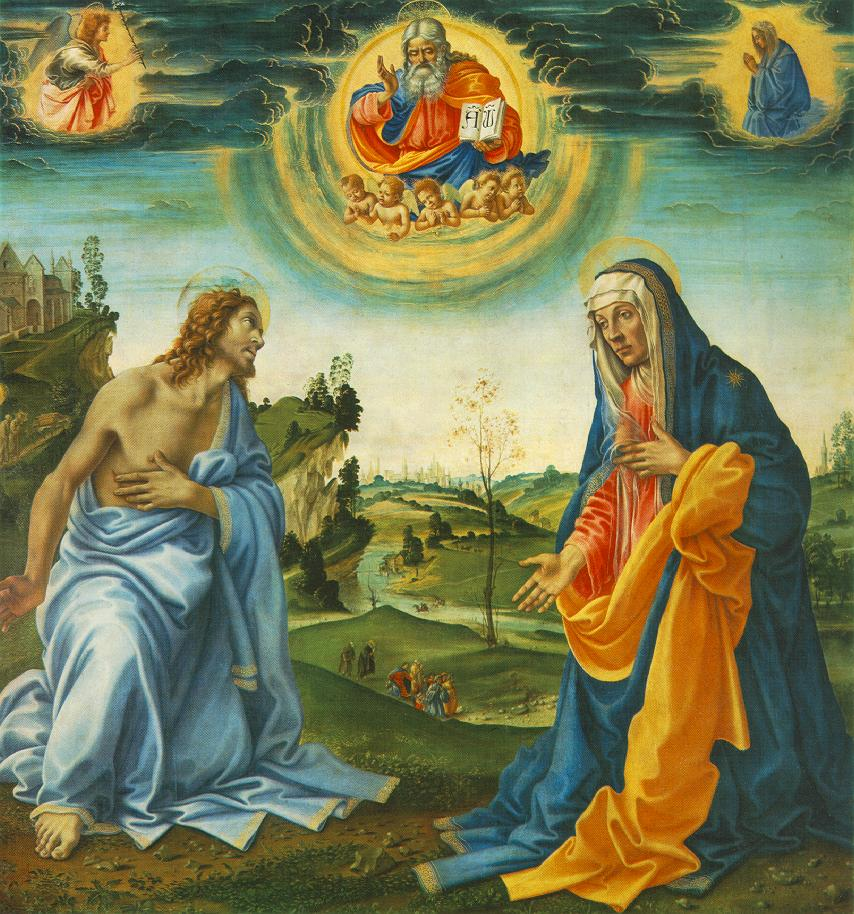
『聖母へのキリストの顕現』 (c. 1493) 板に油彩、156.1 × 146.7 cm, アルテ・ピナコテーク  (ミュンヘン)
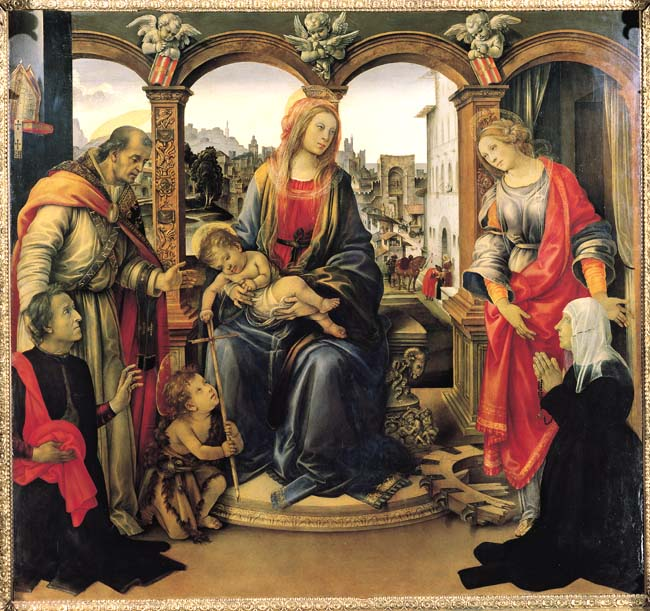
Madonna with Child and Saints (c. 1488) Oil on wood, サント・スピリト聖堂, イタリアフィレンツェ
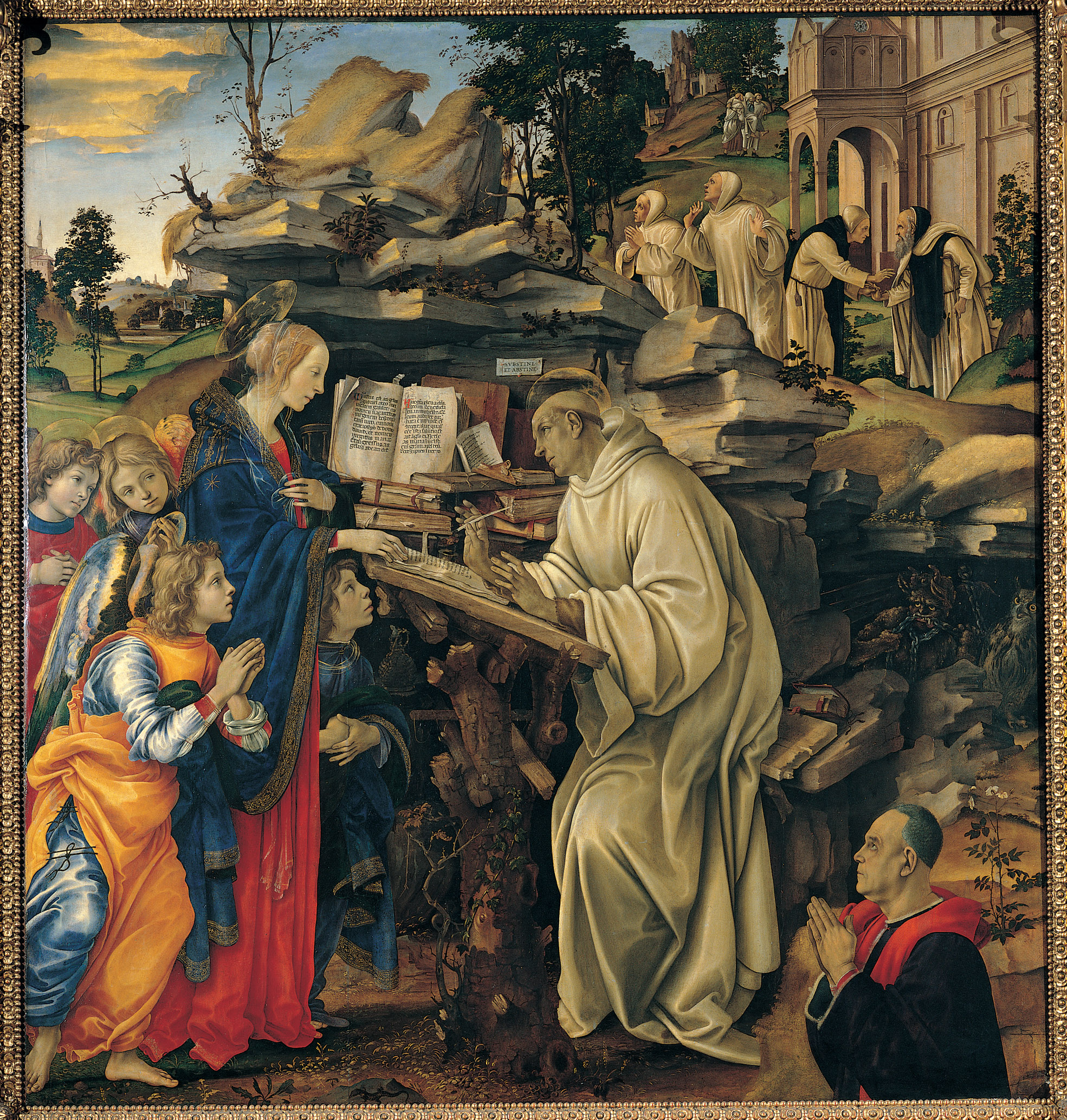
Apparition of The Virgin to St. Bernard (1486) Oil on panel, 210 × 195 cm, Church of Badia, イタリアフィレンツェ
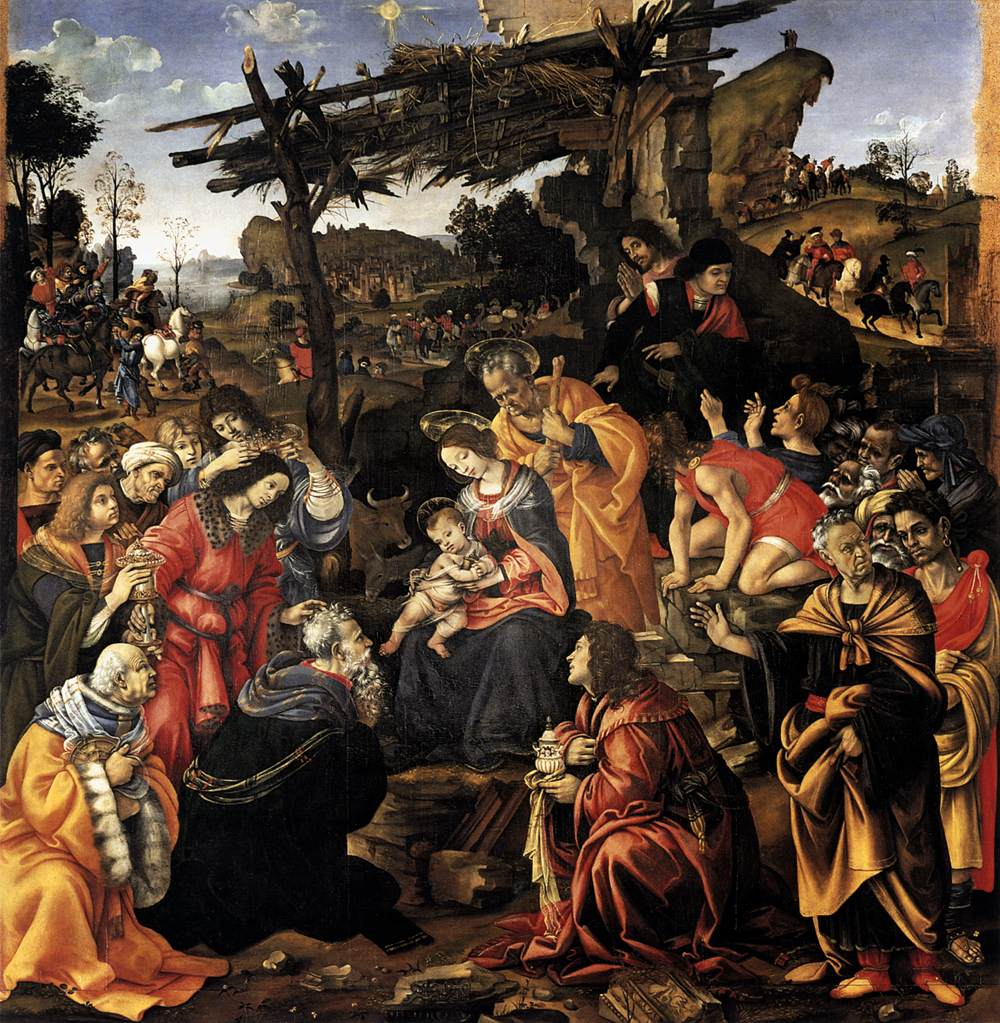
『東方三博士の礼拝』(1496年) 板に油彩、258 cm × 243 cm、 ウフィツィ美術館 (フィレンツェ)
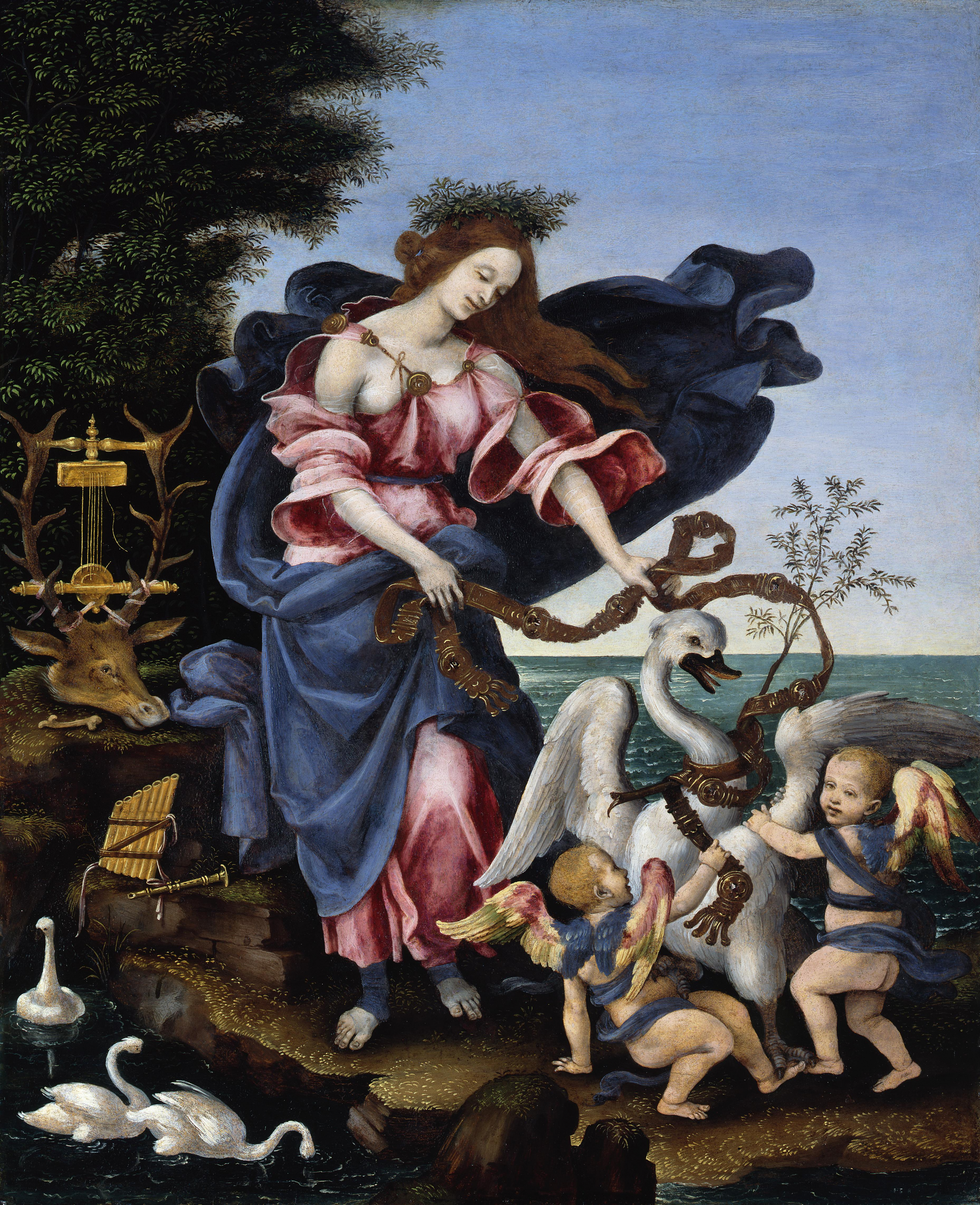
Allegory of Music (c. 1500) Tempera on panel, 61 × 51 cm, 絵画館 (ベルリン)
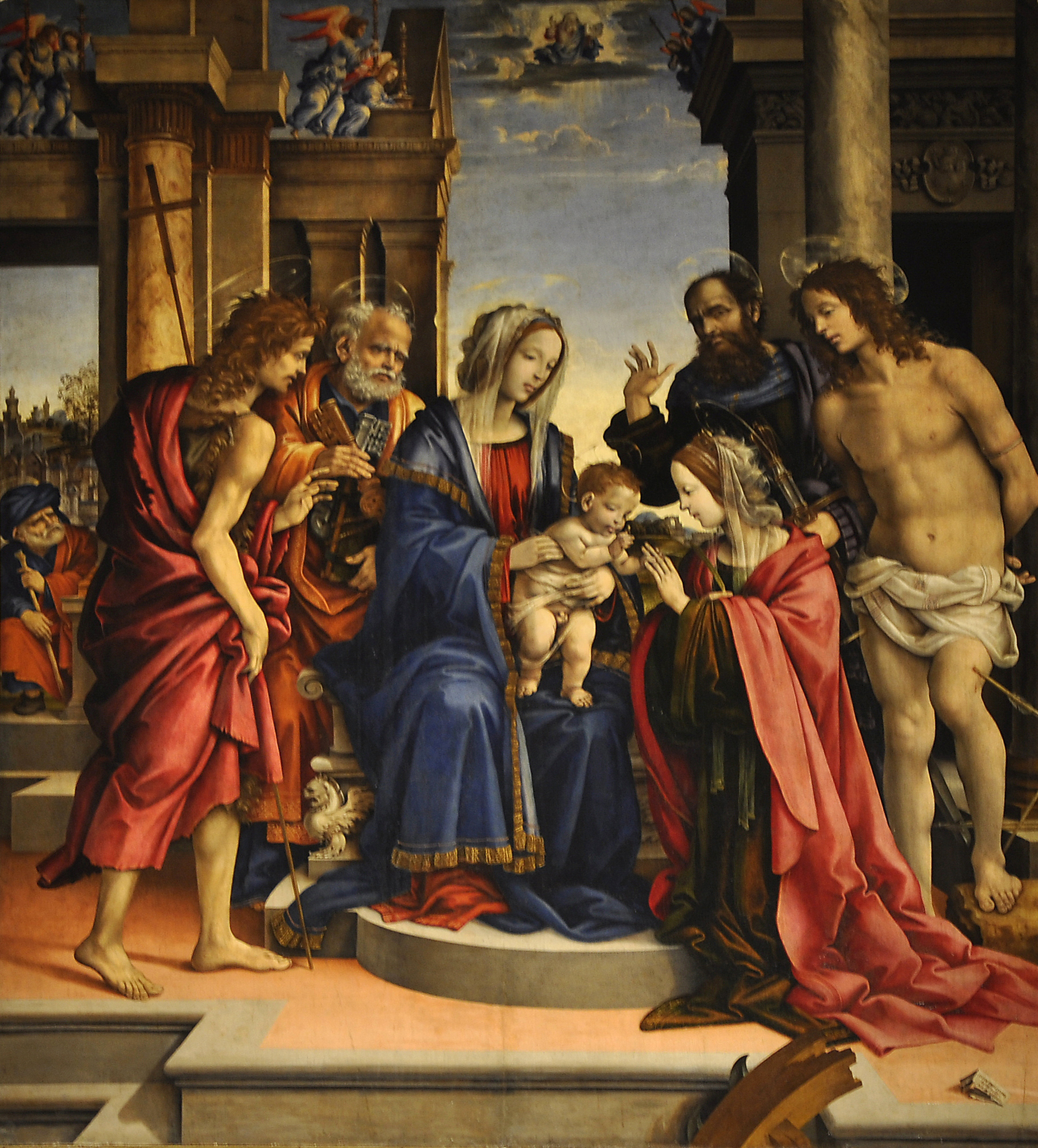
Mystic Wedding of St Catherine Virgin and Martyr (1501) Basilica of San Domenico, イタリアボローニャ